# The Theatre

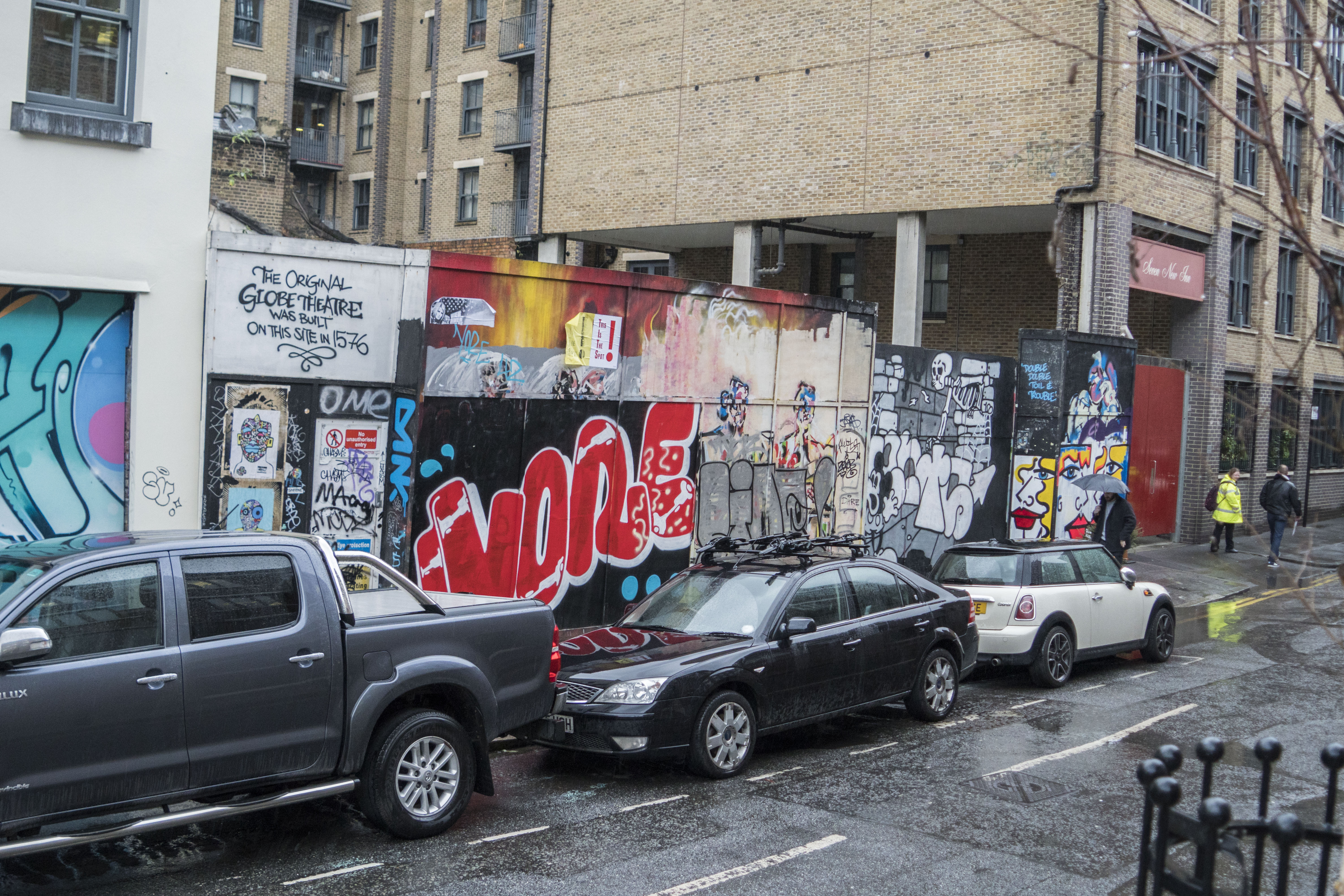
Sitio de The Theatre, un teatro isabelino que se trasladó a Bankside y fue reconstruido como The Globe.

Este artículo se refiere a un teatro concreto de Londres; para información sobre teatros en general, véase Teatro
The Theatre (simplemente, El Teatro) era un teatro isabelino ubicado en Shoreditch (parte del moderno barrio londinense de Hackney), justo en las afueras de la City de Londres. Construido por el actor y mánager James Burbage cerca de la casa familiar, en la calle Holywell, The Theatre está considerado el primer teatro construido en Londres con la única finalidad de representar producciones teatrales. La historia de The Theatre incluye un número de importantes grupos de actores, como la compañía Lord Chamberlain's Men que empleó a Shakespeare como actor y dramaturgo. Después de una disputa con el casero, el teatro fue desmantelado y la madera usada para la construcción del Globe Theatre en Bankside. 

## Construcción
The Theatre se construyó en 1576 por James Burbage en asociación con su cuñado, John Brayne, en una propiedad que originariamente había sido terreno del disuelto priorato de Halliwell (o Holywell). La localización de The Theatre era en Shoreditch, más allá del límite norte de la City de Londres y, por lo tanto, fuera de la jurisdicción de las autoridades civiles que a menudo se oponían al teatro. Esta zona en los "suburbios del pecado" destacaba por su comportamiento licencioso, prostíbulos y casas de juego. Un año más tarde, otro teatro, llamado The Curtain, se erigió cerca, haciendo que este fuese el primer distrito teatral y recreativo de Londres.

## «Esta O de madera»
El diseño de The Theatre fue, posiblemente, adaptado de los patios de las posadas que habían servido como escenarios para actores y luchas de osos. Era un edificio poligonal de madera con tres galerías que rodeaban un patio acierto. En la obra de Shakespeare Enrique V, el discurso del coro describe el teatro como «esta O de madera». Desde un lado del polígono se extendía un escenario central. Para hacer el teatro lucrativo, es posible que el escenario fuese portátil para poder quitarlo y permitir luchas de animales. Se dice que construir The Theatre costó 700 libras, una suma considerable en aquella época.
El patio abierto enfrente del escenario era ocupado por aquellos que solo pagaban un penique. Por otro penique más, los espectadores podían entrar en las galerías, donde miraban en pie, o procurarse, por un tercer penique, un asiento. Una de las galerías, aunque las fuentes no indican cuál, estaba dividida en pequeños compartimentos que podían ser usados por los ricos y los aristócratas. 
The Theatre se inauguró en otoño de 1576, posiblemente como lugar para los Leicester's Men, la compañía de actores de Robert Dudley, primer Conde de Leicester de la cual era miembro James Burbage. En los años 1580 se instalaron allí los Admiral's Men, de los que formaba parte el hijo de James Burbage, Richard. Después de un desacuerdo entre la compañía y el joven Burbage, la mayor parte de los actores se marcharon al Rose Theatre que dirigía Philip Henslowe. 
En 1594, Richard Burbage se convirtió en actor principal de los Lord Chamberlain's Men que actuaron aquí hasta 1597. El poeta, dramaturgo y actor William Shakespeare también estuvo con la compañía aquí y algunas de sus primeras obras, -posiblemente incluida una versión temprana de Hamlet (el llamado Ur-Hamlet)- se estrenó aquí.

## Fundación del Globo
A finales de 1596, surgieron problemas con el casero propietario, un tal Giles Allen. En consecuencia, en 1597 los Lord Chamberlain's Men se vieron forzados a dejar de interpretar en the Theatre y se trasladaron al cercano Curtain. El arrendamiento, que había pasado a Richard Burbage y su hermano Cuthbert Burbage a la muerte de su padre, expiró al año siguiente. La vista del desierto Theatre provocó estos versos de un autor de sátiras de la época:
But see yonder,
One like the unfrequented Theatre
Walks in dark silence and vast solitude. (Skialetheia, Edward Guilpin, 1598).
Pero mira allá,
Uno que como el no frecuentado Theatre
Pasea en un silencio oscuro y una soledad enorme.
Este estado de cosas obligó a los hermanos Burbage a tomar una decisión drástica para salvar su inversión. En desafío al casero y con la ayuda de sus amigos y el apoyo financiero de William Smith, jefe carpintero de la calle Peter y diez o doce trabajadores, desmantelaron el teatro la noche del 28 de diciembre de 1598 y trasladaron la estructura poco a poco al otro lado del Támesis. Las piezas del The Theatre se usaron allí para construir el Globe Theatre (Schoenbaum 1987: 206-209).
No quedan restos del The Theatre. Su ubicación está señalada por una placa en el 88-86 de Curtain Road, Shoreditch (De Young and Miller 1998: 119).

## El Red Lion
John Brayne, originariamente un tendero y uno de los socios en The Theatre, había construido una teatro anteriormente en Mile End, llamado Red Lion, en 1567. Parece que fue un éxito, pero queda poca información sobre él. (Gurr, 1992, pp. 30, 247).
El Red Lion era una receiving house (casa de recepción) para compañías ambulantes, mientras que The Theatre aceptaba compromisos de larga duración, esencialmente en repertorio. El primero era considerado una continuación de la tradición de posadas en las que se interpretaba, mientras que el segundo era una forma radicalmente nueva de compromiso teatral.
No hay ninguna evidencia de que el Red Lion continuase más allá del verano de 1567, aunque el pleito, del que se extraen los datos conocidos sobre este teatro, continuó hasta 1578.